# マチン沖海戦
マチン沖海戦（マチンおきかいせん、英語: Action off Măcin）は露土戦争中の1877年5月25日から翌26日にかけて行われた、ルーマニア海軍の水雷艇1隻とオスマン帝国海軍のモニター艦1隻の間の海戦。外装水雷（スパートーピード）を用いた水雷艇が相打ちではなく一方的に敵艦を沈めた戦闘としては初である。

## 背景
ルーマニア公国は露土戦争の勃発から2年前の1875年にはじめて水雷艇を入手した。この水雷艇はイギリスで建造され、ルンドゥニカと名付けられた。排水量は10トンで武装は外装水雷1本だった。また、蒸気エンジンで駆動されており、最高速度は8ノット、乗員数は5人だった。
ルーマニアは1877年4月に露土戦争に参戦してルーマニア独立戦争をはじめ、ロシア帝国と同盟条約を締結してロシア陸軍のルーマニア領通過を許可した。ルーマニアは5月10日に独立を宣言した。

## 戦闘
4月の同盟条約により、ルンドゥニカはルーマニアとロシアが共同で指揮するとされた。ルンドゥニカのロシア側の呼び名はツァーレヴィチ（Tsarevich）だった。乗員はロシアの大尉2人（ドゥバソフ（Dubasov）とシェスタコフ（Shestakov））とルーマニア人3人（ロシア参謀本部との公式交渉役のイオアン・ムルヂェスク少佐、エンジン整備工1人と航海士1人）だった。ルンドゥニカによる攻撃は1877年5月25日から26日にかけての夜、マチン近くで行われた。ルンドゥニカがオスマン帝国のモニター艦セイフィ（Seyfi）に接近すると、セイフィは砲撃を3回行ったが失敗、4回目の砲撃が行われる前にルンドゥニカの外装水雷がセイフィの船体中央と船尾の間を命中した。セイフィは大爆発、破片が40メートルの高さまで飛ぶほどだった。セイフィは半ば沈没していたところで砲撃を再開したが、再び砲弾に当たって爆発した。セイフィの乗員はそれでもルンドゥニカにライフルを向けて発砲したが、ルンドゥニカは撤退、セイフィは沈没した。この戦闘の後、オスマン帝国の軍艦は戦争を通して、外装水雷を装備した水雷艇を見かけるとすぐに撤退した。ドゥバソフとシェスタコフは聖ゲオルギア勲章を、ムルヂェスクは聖ウラジーミル勲章とルーマニアの星勲章を授与された。ロシア陸軍がドナウ川渡河を終えると、ロシアはルンドゥニカの指揮から手を引いた。

## その後
この戦闘は水雷艇が相打ちではなく一方的に敵艦を沈めた初例である。
ムルヂェスクは後にルーマニア初の提督になり、半世紀後の1939年6月14日には彼を記念した機雷敷設艦・海防艦のアミラル・ムルヂェスクが進水した。